# Quinninup Beach
Quinninup Beach, manchmal auch Quininup Beach, ist ein Sandstrand im Süden des australischen Bundesstaats Western Australia. Er liegt bei dem Ort Wilyabrup.
Der Strand ist 1,1 Kilometer lang und bis zu 40 Meter breit. Er öffnet sich in Richtung Südosten. Der Strand ist zu Fuß über den Cape to Cape Walk Track zu erreichen. In der Nähe liegt außerdem der Wasserfall Quinninup Falls.
Quinninup Beach wird nicht von Rettungsschwimmern bewacht. Er wird von SLSA (Surf Life Saving Australia) als sehr gefährlich eingestuft.